# 福山第一劇場
福山第一劇場（ふくやまだいいちげきじょう）は、かつて広島県福山市東町二丁目にあった劇場。
「ヌードの殿堂」や「ストリップの殿堂」という謳い文句だった。定紋は丸に三つ柏。

## 歴史
大衆演劇場として創設され、その後、ストリップ劇場へ転換された。
2011年（平成23年）2月20日に福山第一劇場が閉館したことで、かつての第一劇場グループ6館（徳山第一劇場、岡山第一劇場、高松第一劇場、神戸第一劇場、福山第一劇場、広島第一劇場）は広島第一劇場のみとなった。
閉館から約3か月後の2011年（平成23年）5月から解体工事が始まり、6月末までに更地となった。その後、8月にコインパーキングとなった。

## 施設

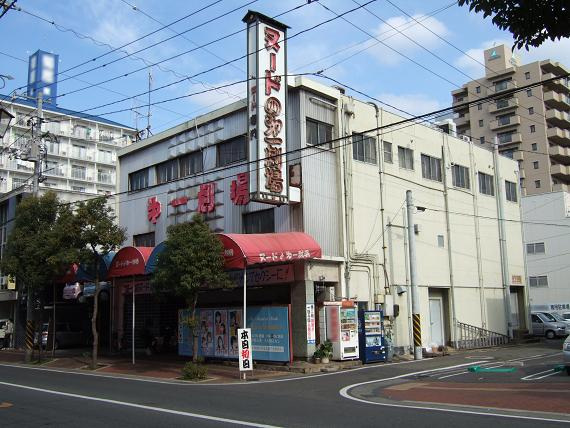
福山第一劇場の外観

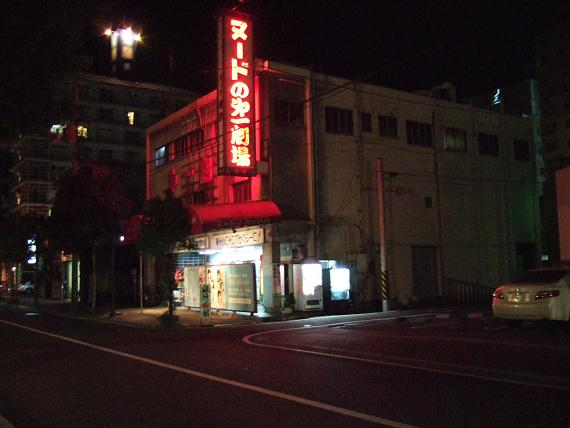
夜間の福山第一劇場

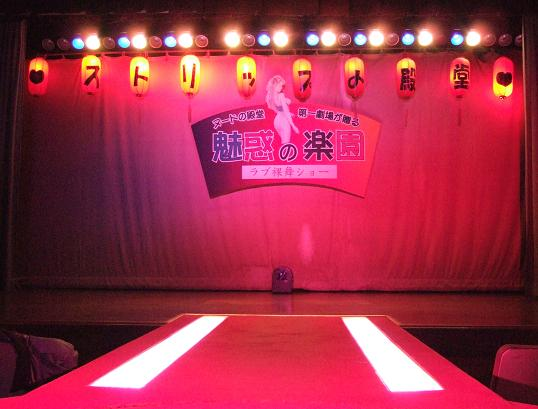
本舞台と花道

福山市の繁華街から遠く離れた立地で、周辺は住宅地であった。
1階に出入口、ロビー、客席、舞台、事務所があり、2階が投光、3階が楽屋であった。楽屋口は無く、ロビーを通過しなければ楽屋へ行けなかった。
ストリップ興行の為に、本舞台中央から伸びる花道と回転盆を新設していた為、（大衆演劇で使用された）下手の花道は使用されていなかった。
2階にも客席が存在したが、ヌード専門劇場となってからは、専ら投光室として使用されており、観客の立ち入りはできなかった。
ロビー内には、過去に出演した踊り子の宣伝材料などの写真が壁中に貼り出され、休憩時間に眺める客も多かった。

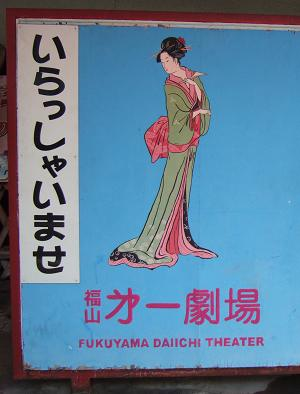
正面玄関前 2011年1月21日
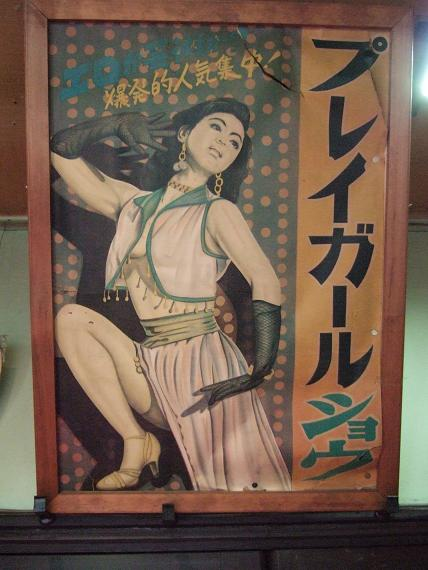
ロビーの調度品（1） 2011年1月21日
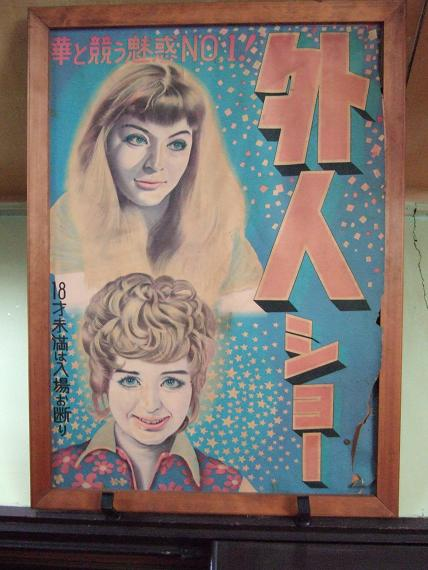
ロビーの調度品（2） 2011年1月21日

## 興行
通常興行では、踊り子ひとりの持ち時間が30分と、他の劇場に比べて5分以上長く、曲を増やして対応する踊り子が多かった。
また、フィナーレが無い為、香盤にかかわらず、控え時間が分断されない面があった。閉館直前は3香盤であった。

## スタンプカード
入場するごとにスタンプが1個押され、10個の枠いっぱいになったものを次回の入場時に提示すると、無料で入場可能となる（ただし、特別興行の際には利用できない）。有効期限は、1年間であった。

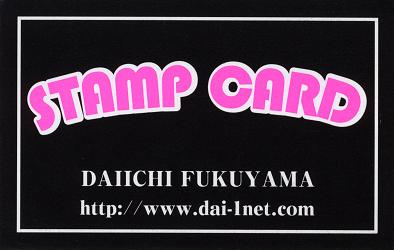
スタンプカード（表）
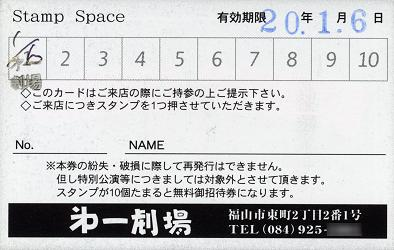
スタンプカード（裏）

## 交通アクセス
- JR福山駅より徒歩8分